# Ułanów (Ukraina)
Ułanów, (ukr. Уланів, Ułaniw) – wieś na Ukrainie w rejonie chmielnickim obwodu winnickiego, nad rzeką Śniwodą, dopływem Bohu. Około 2700 mieszkańców.

## Historia
Miasto królewskie, położone było w pierwszej połowie XVII wieku w starostwie chmielnickim w województwie podolskim.
Pod rozbiorami siedziba gminy Ułanów w powiecie lityńskim guberni podolskiej.
Podczas okupacji hitlerowskiej, w lipcu 1941 roku Niemcy utworzyli getto dla żydowskich mieszkańców. Przebywało w nim około 2000 osób. 10 lipca 1942 roku Niemcy zlikwidowali getto, a Żydów zamordowano na cmentarzu polskim. Sprawcami zbrodni było SD z Winnicy, niemiecka żandarmeria oraz miejscowa ukraińska policja. Akcją dowodził porucznik żandarmerii Konrad Lange.

## Zabytki
- zamek[4]